# Лиски (Сілезьке воєводство)
Лискі (пол. Lyski, нім. Lissek) — село в Польщі, у гміні Лиски Рибницького повіту Сілезького воєводства.
Населення — 1908 осіб (2011).
У 1975-1998 роках село належало до Катовицького воєводства.

## Демографія
Демографічна структура станом на 31 березня 2011 року:
|          | Загалом | Допрацездатний вік | Працездатний вік | Постпрацездатний вік |
| -------- | ------- | ------------------ | ---------------- | -------------------- |
| Чоловіки | 875     | 186                | 604              | 85                   |
| Жінки    | 1033    | 147                | 605              | 281                  |
| Разом    | 1908    | 333                | 1209             | 366                  |